# Condominio delle Nuove Ebridi
Il condominio delle Nuove Ebridi (in inglese New Hebrides Condominium; in francese Condominium des Nouvelles-Hébrides) fu il nome ufficiale del protettorato franco-britannico di un arcipelago del sud Pacifico, dal 1980 noto come lo Stato indipendente di Vanuatu.

## Storia
L'arcipelago fu colonizzato da britannici e francesi nel corso del XVIII secolo, poco dopo la prima visita europea del capitano James Cook.
Successivamente i due Paesi firmarono un accordo che stabilì il dominio congiunto sul possedimento, in vigore dal 1906 fino al 1980 quando le Nuove Ebridi divennero indipendenti.
Caso unico di condominio tra due potenze coloniali, ebbe come risultato quello di creare nel Paese due comunità linguistiche, una anglofona e una francofona, che persistono anche dopo l'indipendenza, tanto da avere scuole, istituzioni e partiti di lingue diverse.
Sotto il condominio le Nuove Ebridi furono gestite nell'ambito di due distinti sistemi giuridici. I cittadini francesi dell'isola erano soggetti al diritto francese, i britannici a quello inglese. Gli indigeni delle Nuova Ebridi potevano optare per l'uno o per l'altro sistema giuridico. Entrambi i paesi erano rappresentati in loco da un "Commissario Residente", analogo ad un governatore coloniale. Il governatore britannico delle Nuove Ebridi risiedeva nelle Isole Salomone, mentre il governatore francese nella Nuova Caledonia; la gestione dell'economia e del territorio avveniva tramite una Commissione Interna formata da funzionari coloniali britannici e francesi e presieduta dai due governatori, mentre la politica estera e la difesa erano affidate congiuntamente a Regno Unito e Francia. Questa situazione governativa è stata descritta da un ex Commissario Residente britannico come "il Pandemonium", nonostante la durata del Condominio dimostri la buona riuscita dell'esperimento di governo delle due potenze, già alleate fin dal 1904 e in tutte le guerre del Novecento.